# Резекненський край
Резекне́нський кра́й (латис. Rēzeknes novads) — адміністративно-територіальна одиниця Латвійської Республіки. Розташований у східній частині країни, в історичному регіоні Латгалія. Адміністративний центр — Резекне. Створений 2009 року. Площа — 2524,1 км². Населення — 28 208 осіб (2011). До складу краю входять 25 волостей.

## Населення
Національний склад краю за результатами перепису населення Латвії 2011 року.
| Національність | К-сть | % |
| -------------- | ----- | - |